# Антипотребительство
Антипотреби́тельство (англ. anti-consumerism, известно также как антиконсьюмери́зм) — противопоставляемая потребительству идеология, выступающая против приравнивания уровня личного счастья к уровню приобретения и потребления материальных благ.
Термин «потребительство» был впервые использован в 1915 году для обозначения «пропаганды прав и интересов потребителей». В данном контексте термин «потребительство» используется в значении, которое впервые было использовано в 1960 году — «акцент на озабоченности процессом приобретения товаров». Потребительство является термином, который используется для описания воздействия рыночной экономики на человека.
Антипотребительский активизм имеет параллели с энвайронментализмом, борьбой с глобализацией и активизмом по защите прав животных, но только в отношении современных корпораций или организаций, которые преследуют исключительно экономические интересы.
В девяностые и нулевые годы существенно выросло количество книг по этой теме («No Logo» Наоми Кляйн и «Потреблятство. Болезнь, угрожающая миру») и фильмов (например «Корпорация» и «Излишки: Терроризм потребления»), которые способствовали популяризации идей борьбы с корпоративной идеологией в обществе.
Оппозиция экономическому материализму идет, главным образом, из двух источников — от религии и общественной активности. Некоторые религии утверждают, что материализм мешает связи между человеком и божественным, или что потребительство по своей сути является аморальным образом жизни. Некоторые известные люди, такие как Франциск Ассизский, Аммон Хэннаси и Махатма Ганди утверждали, что духовное вдохновение привело их к простому образу жизни. Социальные активисты считают, что материализм связан с войнами, жадностью, аномией, преступностью, деградацией окружающей среды, общим упадком общества и ростом недовольства в нём. По сути, их беспокоит то, что материализм не может предложить смысл существования для человеческого бытия. В число критиков потребительства входят Папа Бенедикт XVI, немецкий историк Освальд Шпенглер (который сказал, что «жизнь в Америке исключительно экономическая по своей структуре и ей не хватает глубины»), и французский писатель Жорж Дюамель, который отметил, что «американский материализм — как маяк посредственности, угрожавший затмением французской цивилизации».

## История
Движение антипотребительства зародилось в США и других экономически высокоразвитых странах, где бесцельное потребление становится все большей проблемой и угрозой их экономической стабильности. Там, в силу значительного развития общества потребления, распространились такие проблемы, как болезнь ониомания (психологическая зависимость от покупок), прогрессирующее ухудшение экологической обстановки и социальное неравенство. После перехода от коммунистической идеологии к капитализму Россия переняла и потребительство со всеми его недостатками.

## Политика и общество
Многие антикорпоративные активисты считают, что рост крупных корпораций ставит под угрозу законную власть национальных государств и общественную сферу. Они полагают, что корпорации вторгаются в частную жизнь людей, манипулируя политикой и правительствами и создают ложные потребности у покупателей. Они предъявляют в качестве доказательств такие аргументы, как назойливая реклама в компьютерных программах, спам, телемаркетинг, реклама, нацеленная на детей, агрессивный партизанский маркетинг, массовое участие компаний в политических выборах, вмешательство в политику суверенных национальных государств (Кен Саро-Вива), а также новости о корпоративной коррупции (например, скандал с Enron).
Активисты антипотребительства отмечают, что основная ответственность корпорации — отвечать только перед акционерами, поэтому на другие вопросы, такие как права человека, внимание почти не обращается. Любая благотворительная деятельность, которая не оказывает напрямую положительного влияния на бизнес, может быть расценена, как злоупотребление доверием. Такая финансовая ответственность означает, что транснациональные корпорации будут осуществлять стратегии по интенсификации труда и сокращению расходов. Например, они будут пытаться найти государства, в которых законодательство не ограничивает минимальный уровень оплаты труда, слабая защита прав человека и окружающей среды, профсоюзные организации не имеют силы и т. д. (см., например, Nike).
Важный вклад в критику потребительства сделал французский философ Бернар Стиглер, который утверждает, что современный капитализм регулируется потреблением, а не производством, а рекламные технологии используются для создания системы потребительского поведения, которая приводит к разрушению психической и коллективной индивидуации. Утечка жизненных сил в сторону потребления товаров, утверждает он, приводит к беспрерывному потреблению и гиперпотреблению.
Правые критики связывают рост антипотребительских настроений с социалистической идеологией. В 1999 году американский либертарианский журнал Reason утверждал, что антипотребительство продвигают марксистские учёные, преподносящие себя как антиконсьюмеристов. Джеймс Твитчелл, писатель и профессор Флоридского университета, утверждал, что аргументы антипотребительства — «лёгкий марксизм».

## Демонстративное потребление
Демонстративное потребление, со стороны критиков, это тенденция людей идентифицироваться с товарами или услугами, которые они потребляют, особенно с коммерческими брендами и символами статуса, такими как дорогие марки автомобилей или драгоценности. Это уничижительный термин, который большинство людей отрицают, оправдывая своё поведение рациональными причинами. Культура, которая ориентирована на потребительство, называется потребительской культурой.

## Альтернативы основных экономических концепций
Приверженцы зелёной экономики, а также сторонники других схожих течений, выступают против фокуса на экономике и за смещение акцентов в сторону социологии и биологии (предельная нагрузка на среду обитания и экологический след). Высказываются идеи конечности роста, Марк Твен, к примеру, описал их так: «Покупайте землю — ведь её уже больше никто не производит».